# Nannoniscoides latediffusus
Nannoniscoides latediffusus är en kräftdjursart som beskrevs av Joseph F. Siebenaller och Robert Raymond Hessler 1977. Nannoniscoides latediffusus ingår i släktet Nannoniscoides och familjen Nannoniscidae. Inga underarter finns listade i Catalogue of Life.